# بشنتسوو
بشنتسوو (به لاتین: Beshentsevo) یک منطقهٔ مسکونی در روسیه است که در سرزمین آلتای واقع شده‌است.